# Ed King
Edward Calhoun King, detto Ed (Glendale, 14 settembre 1949 – Nashville, 22 agosto 2018), è stato un musicista statunitense.

## Carriera
È stato uno dei fondatori del gruppo di rock psichedelico californiano Strawberry Alarm Clock, formatosi nel 1967. Ha lasciato questo gruppo dopo il primo scioglimento avvenuto nel 1971. Nella seconda metà degli anni '60 ha conosciuto in Florida i membri dei Lynyrd Skynyrd e si è aggiunto a loro nel 1972. Ha lasciato i Lynyrd Skynyrd nel 1976 venendo sostituito da Steve Gaines, deceduto poi insieme a Ronnie Van Zant nell'ottobre '77. Nel 1987 ha preso parte alla reunion dei Lynyrd Skynyrd. Morì a Nashville il 22 agosto 2018 all’età di 68 anni a seguito di un cancro che combatteva da diversi mesi.

## Discografia

### Con gli Strawberry Alarm Clock
- 1967 - Incense and Peppermints
- 1968 - Wake Up...It's Tomorrow
- 1968 - The World in a Sea Shell
- 1969 - Good Morning Starshine

### Con i Lynyrd Skynyrd
- 1973 - (Pronounced 'Lĕh-'nérd 'Skin-'nérd)
- 1974 - Second Helping
- 1975 - Nuthin' Fancy
- 1991 - Lynyrd Skynyrd 1991
- 1993 - The Last Rebel
- 1994 - Endangered Species